# Hayashi Fubō
Hayashi Fubō (japanisch 林 不忘; eigentlich: Hasegawa Kaitarō (長谷川 海太郎), * 17. Januar 1900 in Tokuwa, Akadomari, Sado-gun (heute: Sado), Präfektur Niigata; † 29. Juni 1935 in Yukinoshita, Kamakura) war ein japanischer Schriftsteller. Er veröffentlichte unter drei verschiedenen Pseudonymen – neben Hayashi Fubō noch Maki Itsuma (牧 逸馬) und Tani Jōji (谷 譲次) – die jeweils verschiedene Schriftstellerpersönlichkeiten verkörperten.

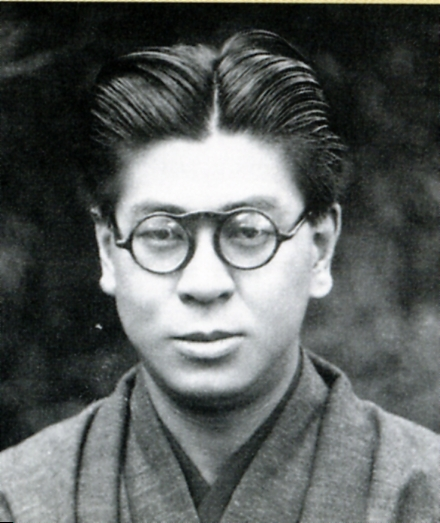
Hayashi Fubō

## Leben
Hayashi besucht bis 1917 die Mittelschule in Hakodate und ging dann in die USA, wo er sich ein Studium am Oberlin College u. a. durch Arbeit als Koch finanzierte. Nach seiner Rückkehr nach Japan 1924 schloss er sich einer Gruppe von Krimiautoren um Matsumoto Tai an. Hier lernte er Morishita Uson kennen, für dessen Journal Shin-seinen (Neue Jugend) er unter dem Namen Tani Jōji die Serie Meriken Jappu verfasste. Ein erster Band der Erzählungen erschien 1927 unter dem Titel Jappu shobai orai.
Als Novellist Hayashi Fubō schuf er die Figur des einäugigen und einarmigen Schwertkämpfers Tange Sazen. Als Maki Itsuma schrieb er Mystery-Geschichten wie Yokuso no hanayome (Die Braut in der Badewanne). Andere Werke sind  „Tekisasu mushuku“ (テキサス無宿) – „Heimatlos in Texas“ 1929 und „Chijō no seiza“ (地上の星座) – „Sternenkonstellation auf der Erde“ 1932.
1935 starb Hayashi Fubō an akutem Bronchialasthma. Auch sein Bruder Hasegawa Shirō wurde als Schriftsteller bekannt.